# Saborol (Luzk)
Saborol (ukrainisch und russisch Забороль; polnisch Zaborol) ist ein Dorf in der Westukraine in der Oblast Wolyn, Rajon Luzk etwa 6 Kilometer westlich der Rajons- und Oblasthauptstadt Luzk am Flüsschen Omeljaniwka gelegen.

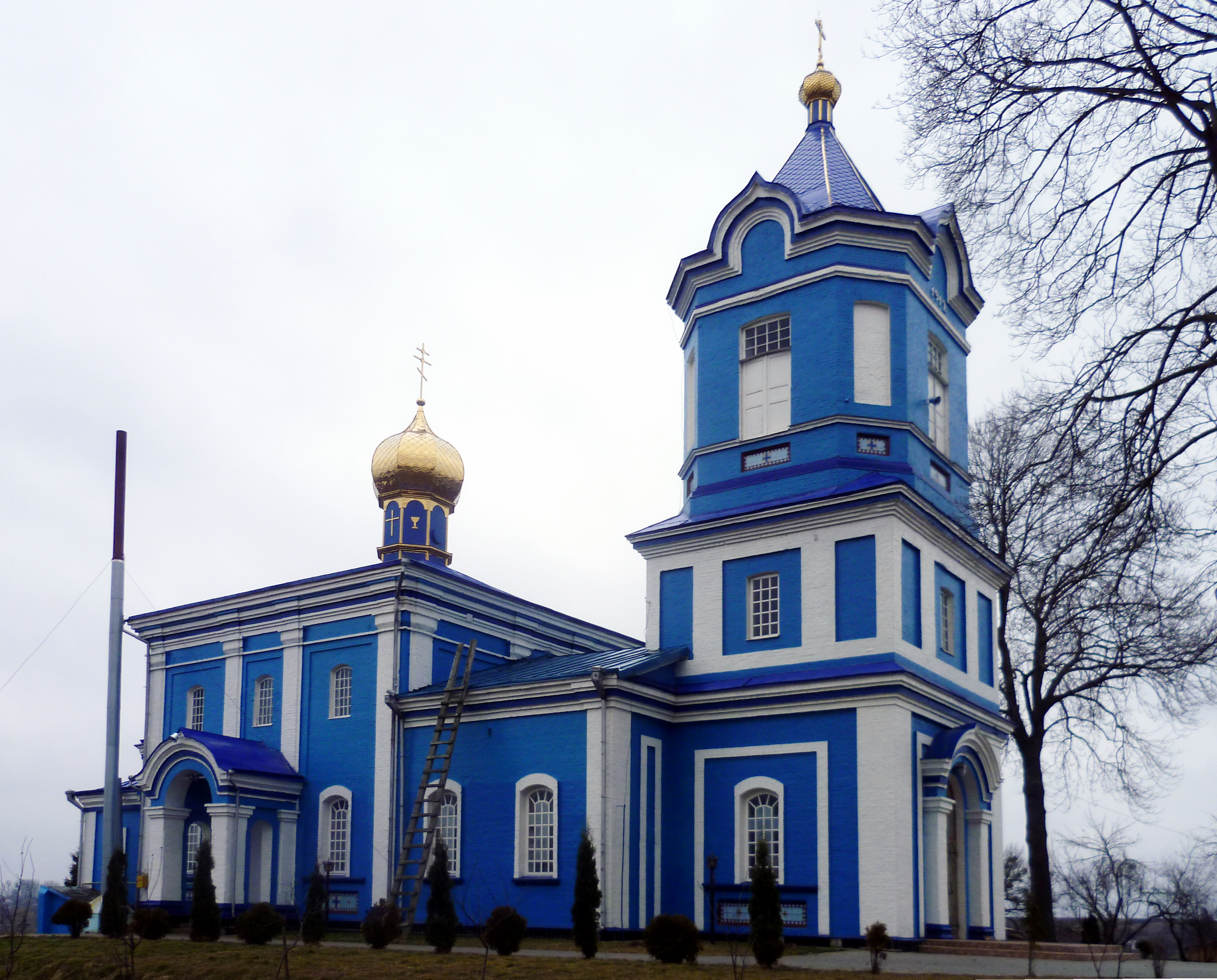
Kirche im Ort

Am 12. Juni 2020 wurde das Dorf ein Teil neu gegründeten Stadtgemeinde Luzk; davor war es ab dem 23. Dezember 2016 das Zentrum der neugegründeten Landgemeinde Saborol (Заборольська сільська громада/Saborolska silska hromada). Zu dieser zählen auch noch die 13 Dörfer Antoniwka (Антонівка), Boholjuby (Боголюби), Bohuschiwka (Богушівка), Horodok (Городок), Ochotyn (Охотин), Oderady (Одеради), Oleksandriwka (Олександрівка), Sabolotzi (Заболотці), Schepel (Шепель), Sjomaky (Сьомаки), Tarassowe (Тарасове), Welykyj Omeljanyk (Великий Омеляник) und Wsewolodiwka (Всеволодівка), vorher bildete das Dorf zusammen mit den Dörfern Antoniwka, Oleksandriwka, Welykyj Omeljanyk und Wsewolodiwka die gleichnamige Landratsgemeinde im Zentrum des Rajons.

## Geschichte
Der Ort wird 1545 zum ersten Mal schriftlich erwähnt und gehörte bis 1793 in der Woiwodschaft Wolhynien zur Adelsrepublik Polen-Litauen. Mit den Teilungen Polens fiel der Ort an das Russische Reich und lag bis zum Ende des Ersten Weltkriegs im Gouvernement Wolhynien.
Nach dem Ersten Weltkrieg kam der Ort zu Polen (in die Woiwodschaft Wolhynien, Powiat Łuck, Gmina Kniahiniek), im Zweiten Weltkrieg wurde er zwischen 1939 und 1941 von der Sowjetunion besetzt. Nach dem Überfall auf die Sowjetunion im Juni 1941 wurde er dann bis 1944 von Deutschland besetzt, dies gliederte den Ort in das Reichskommissariat Ukraine in den Generalbezirk Brest-Litowsk/Wolhynien-Podolien, Kreisgebiet Luzk.
Nach dem Krieg wurde der Ort der Sowjetunion zugeschlagen. Dort kam das Dorf zur Ukrainischen SSR und seit 1991 ist es ein Teil der heutigen Ukraine.